# مرصد القرم للفيزياء الفلكية
مرصد القرم للفيزياء الفلكية (بالإنجليزية: Crimean Astrophysical Observatory تختصر CrAO)، (رمز المرصد: 095) يقع في حرم مركز أبحاث ناوتشني (بالأوكرانية: Научний)، بالقرب من مدينة باختشيساراي في القرم الوسطى في شبه جزيرة القرم. يطلق على المرصد غالبًا اسم ناوتشني-القرم (Crimea–Nauchnij) بسبب موقعه داخل مركز أبحاث «ناوتشني» في جزيرة القرم. لا يزال يصنف من بين أكثر المراصد اكتشافا للكواكب الصغيرة في جميع أنحاء العالم.
كما ينشر المرصد «نشرة مرصد القرم للفيزياء الفلكية» منذ عام 1947، وينشره باللغة الإنجليزية منذ عام 1977. تقع مرافق المرصد (رمز 095) على أراضي مستوطنة ناوشني منذ منتصف الخمسينيات؛ قبل ذلك، كان يقع في أقصى الجنوب، بالقرب من Simeiz ، ولا تزال المرافق الأخيرة يتم إستعمالها، ويشار إليها باسم مرصد القرم للفيزياء الفلكية - Simeiz (رمز 094).
| انظر § List of discovered minor planets |

## قادة المرصد
- 1945–1952: غريغوري شاجن - رئيس البناء، أول مدير للمرصد في ناوشني.
- 1952-1987: أندريه سيفيرني.
- 1987-2005: نيكولاي ستشينكو.[2] [3]
- 2005 إلى الوقت الحاضر: رومانوفا.[4] [5]

## قائمة الكواكب الصغيرة المكتشفة
منذ عام 2016، رصد مركز الكواكب الصغيرة (MPC) ما مجموعه 1,286 من الكواكب الصغيرة المرقمة التي تم اكتشافها في موقع مرصد شبه جزيرة القرم - ناوشني خلال الفترة 1966-2007. وترجع معظم هذه الاكتشاف إلى علماء الفلك الروس / السوفيات تمارا سميرنوفا، لودميلا تشيرنيخ، نيقولاي تشيرنيخ، ليودميلا زورافليفا، بيلا أ. بورناشيفا، نيكولا أفيموفيتش كوروتشكين، لودميلا كراتشكينا، ناتاليا فيتاليفنا ميتوفا وغالينا ريجاردوفنا كاستل ". يُنسب الفضل أيضًا إلى الفلكي البريطاني ومدير لجنة السياسة النقدية منذ فترة طويلة بريان ج. مارسدن بالاكتشاف المشترك لـلكويكب (37556 Svyaztie) في ناوشني في عام 1982، والذي اعتبر كبادرة رمزية للتعاون الفلكي والصداقات بين الشرق والغرب خلال الحرب الباردة.
كما ينسب مركز الكواكب الصغيرة (MPC) اكتشاف الكواكب الصغيرة التالية مباشرةً إلى المرصد (بدلاً من أحد علماء الفلك المذكورين أعلاه):
| 2094 ماجنيتكا      | 12 أكتوبر 1971 |
| 2163 كوركزاك       | 16 سبتمبر 1971 |
| 2170 روسيا البيضاء | 16 سبتمبر 1971 |
| 2406 Orelskaya     | 20 أغسطس 1966  |
| 2698 أذربيجان      | 11 أكتوبر 1971 |
| 2949 كافيرزنيف     | 9 أغسطس 1970   |
| 4004 ليستيف        | 16 سبتمبر 1971 |

| 4466 أباي          | 23 سبتمبر 1971 |
| 4916 Brumberg      | 10 أغسطس 1970  |
| 4917 يوريلفوفيا    | 28 سبتمبر 1973 |
| 5706 فينكلشتاين    | 23 سبتمبر 1971 |
| 18284 تسيريتيلي    | 10 أغسطس 1970  |
| 109573 ميشاسميرنوف | 20 أغسطس 2001  |
| (364566) 2007 PM8  | 10 أغسطس 2007  |

## الصور

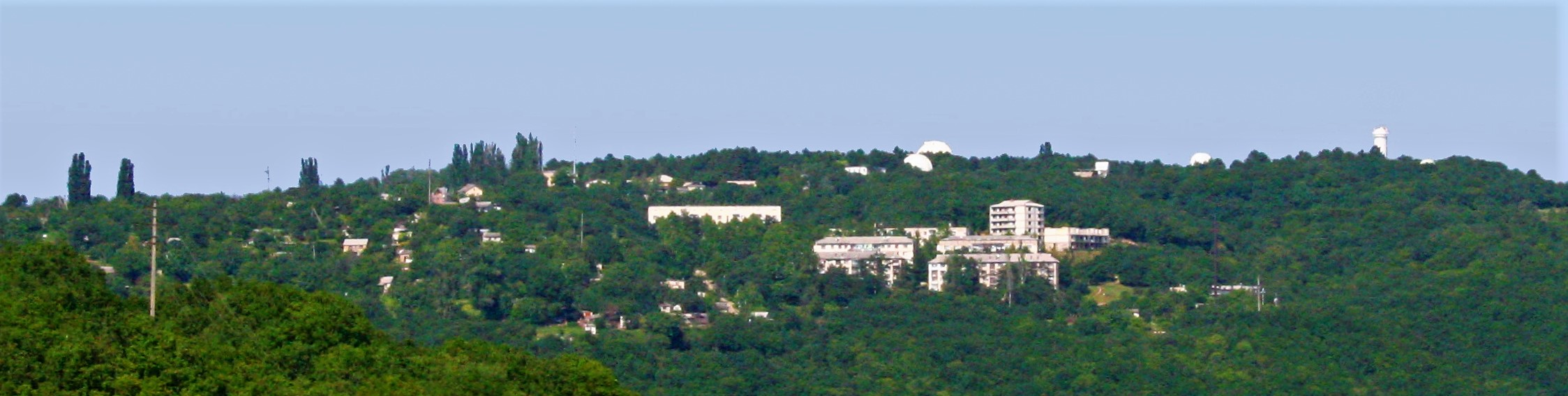
منظر لمرصد القرم للفيزياء الفلكية وناوشني من مكان قريب يسمى "Скалы" ("الصخور"). القباب المرصدية التي تظهر فوق الأشجار هي (من اليسار إلى اليمين) تلسكوب ZTSH بطول 2.6 متر، وتلسكوب AZT-11 بطول 1.25 متر، وتلسكوب BST-1 الشمسي.

## روابط خارجية
- موقع المرصد الإلكتروني